# IDF 곡선

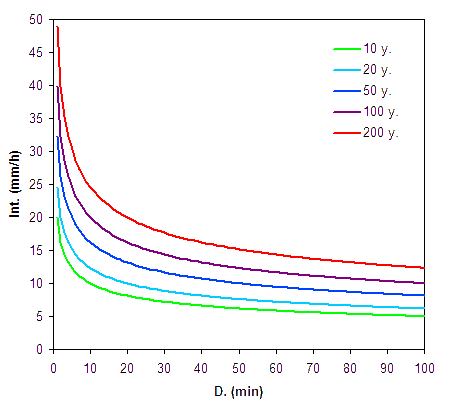
IDF 곡선.

IDF 곡선이란 수문학에서 사용하는 강우강도-지속시간-발생빈도(intensity-duration-frequency) 곡선을 말한다.

## 사용
대규모 단지, 비행장, 주차장, 도로 암거, 도시 우수관거 등을 설계할 때 강우 지속시간에 따른 설계강우량을 산정 또는 유출량으로 환산하는 데 쓰인다.

## 특징
같은 발생빈도인 경우 강우 지속기간이 길어지면 강우강도가 작아진다. 이 관계를 식으로 나타낸 것이 강우강도식이며, 지역에 따라 다른 모습을 보인다.

## 강우강도식
강우강도 I를 나타내는 식에는 여러 가지가 있으며 지역에 따라 선택적으로 사용된다.
- Talbot 형 : {\displaystyle I={\frac {b}{t+a}}}
- Sherman 형 : {\displaystyle I={\frac {c}{t^{n}}}}
- Japanese 형 : {\displaystyle I={\frac {d}{\sqrt {t+e}}}}
- Semi-log 형 : {\displaystyle I=a+b\log t}
- General 형 : {\displaystyle I={\frac {a}{t^{n}+b}}}

t : 지속기간(분)
a, b, c, d, e : 지역에 따른 상수

## 같이 보기
- 강우량
- 강수량

## 참고 문헌
- 이재수 (2018). 《수문학》 2판. 구미서관. ISBN 9788982252914.